# Талап (Улытауская область)
Талап (каз. Талап) — село в Улытауской области Казахстана. Находится в подчинении городской администрации Жезказгана, располагается в 20 км юго-восточнее центра города Жезказган. Входит в состав Талапского сельского округа. Код КАТО — 351849000.

## Население
В 1999 году население села составляло 924 человека (462 мужчины и 462 женщины). По данным переписи 2009 года, в селе проживало 797 человек (424 мужчины и 373 женщины).